# Dragami Games
株式会社Dragami Games（ドラガミゲームス、英: Dragami Games, LTD.）は、日本のゲーム会社。株式会社エクストリームの連結子会社。コンピュータエンターテインメント協会正会員。

## 概要
2022年5月、角川ゲームスが会社分割を行い、新設された吸収分割承継会社である。角川ゲームス代表取締役であった安田善巳が代表取締役に就任した。本社所在地は東京都品川区東五反田にある角川ゲームスの事業所をそのまま引き継ぎ、発足時に従業員20名が転籍する。分離元の角川ゲームスとの資本関係は無く、新たに「メサイヤ」ブランドを保有する株式会社エクストリームが2億8000万円を出資する第三者割当増資により93.3%を取得し、同社の連結子会社となる。
角川ゲームスからの分離に伴い、従来「角川ゲームス」ブランドで発売されたタイトルの約半数に関する知的財産権がDragami Gamesへ承継・移管された。

## タイトル一覧
2022年5月時点。

### 角川ゲームスより承継されたタイトル
- ロリポップチェーンソー
- デモンゲイズシリーズ
  - デモンゲイズ
  - デモンゲイズ エクストラ
  - デモンゲイズ2
  - DEMON GAZE2 Global Edition
- NAtURAL DOCtRINE
- GOD WARSシリーズ
  - GOD WARS 〜時をこえて〜
  - GOD WARS 日本神話大戦
- The Lost Child
- √Letterシリーズ
  - √Letter
  - √Letter ルートレター Last Answer
- Root Film
- LoveRシリーズ
  - LoveR
  - LoveR Kiss
- Relayer